# درة بايين (باقران)
درة بايين (بالفارسية: دره پائین) هي مستوطنة تقع في إيران في قسم باقران الريفي.